# Camponotus distinguendus
Camponotus distinguendus é uma espécie de inseto do gênero Camponotus, pertencente à família Formicidae.